# Ник Хајдфелд
Ник Ларс Хајдфелд је бивши немачки возач формуле 1.
Рођен је у Менхенгладбаху, Немачка 10. маја 1977. године.
Има надимак Брзи Ник.
Са тркама је почео са својих 11 година.
У Формули 1 је од 2000. године. Хајдфелд је рекордер по броју освојених бодова без победе, док би победом срушио и Барикелов рекорд од 123 трке без победе пошто већ има преко 150 трка без победе иза себе. Иако је у сезони 2001. имао боље резултате од свог тимског колеге и будућег шампиона Кимија Раиконена, Раиконен добија прилику да вози за екипу Макларена.

## Каријера у Формули 1
| Сезона | Екипа           | Број бодова | Коначан поредак | Екипни колега                    |
| ------ | --------------- | ----------- | --------------- | -------------------------------- |
| 2000.  | Прост-Пежо      | -           | -               | Жан Алези                        |
| 2001.  | Заубер-Петронас | 12          | 8.              | Кими Раиконен                    |
| 2002.  | Заубер-Петронас | 7           | 10.             | Фелипе Маса Хајнц-Харалд Френцен |
| 2003.  | Заубер-Петронас | 6           | 14.             | Хајнц-Харалд Френцен             |
| 2004.  | Џордан-Форд     | 3           | 18.             | Ђорђо Пантано Тимо Глок          |
| 2005.  | Вилимамс-БМВ    | 28          | 11.             | Марк Вебер                       |
| 2006.  | БМВ Заубер      | 23          | 9.              | Жак Вилнев Роберт Кубица         |
| 2007.  | БМВ Заубер      | 61          | 5.              | Роберт Кубица                    |
| 2008.  | БМВ Заубер      | 60          | 6.              | Роберт Кубица                    |

### 2007. година
У текућој сезони Хајдфелд вози за БМВ Заубер формула 1 тим.
Тимски колега му је био пољак Роберт Кубица.
Сезону је завршио на петом место у генералном поретку, што му је уједно и најбољи резултат у каријери.

### 2008. година
Сезону је завршио на шестом месту са 60 поена. И ове сезоне је возио у тадему са Кубицом.